# Joseph Bugard
Joseph Jules Bugard (Auch, 2 août 1843-Bordeaux, 23 mars 1922), est un officier de marine français.

## Biographie
Il entre à l'École navale en octobre 1860 et en sort aspirant de 2e classe en août 1862. Aspirant de 1re classe (septembre 1864), enseigne de vaisseau (décembre 1865), il prend part à l'expédition du Mexique sur le D'Assas (1863-1866). 
Promu lieutenant de vaisseau en août 1870, il sert sur la Tonnante et sur divers navires en escadre de Méditerranée avant de devenir élève de l’École de canonnage (1876). En 1879, il est détaché à l'observatoire de Montsouris puis en 1881-1882, commande le Beaumanoir. 
Muté au Dépôt des cartes et plans (1882), il est nommé capitaine de frégate en octobre 1884 et fait campagne au Tonkin où il obtient pour ses services dans la Commission de délimitation des frontières, un témoignage de satisfaction. 
De 1888 à 1890, il commande le Chasseur et est promu capitaine de vaisseau en août 1891. Il sert alors à terre à Lorient puis Toulon avant de commander le cuirassé Chanzy de 1894 à 1896. 
Directeur des mouvements du port de Toulon (1896-1898), il dirige le croiseur cuirassé Dupuy-de-Lôme de 1898 à 1900 et est nommé contre-amiral en décembre 1901. Major général à Rochefort (1902), commandant d'une division de l'escadre du Nord sur le Bruix et la Jeanne-d'Arc (1902-1904), il est promu vice-amiral en décembre 1904. 
Préfet maritime de Rochefort (octobre 1905-août 1908), il prend sa retraite à l'issue de cette fonction et meurt à Bordeaux le 23 mars 1922.

## Distinctions et honneurs
- Commandeur de la Légion d'honneur (12 juillet 1904)[1]
- Médaille commémorative de l'expédition de Chine (1860)
- Médaille commémorative de l'expédition du Mexique (1862)
- Officier d'académie (1884)

Une rue de Auch a été nommé en son honneur.